# Da Fogliano

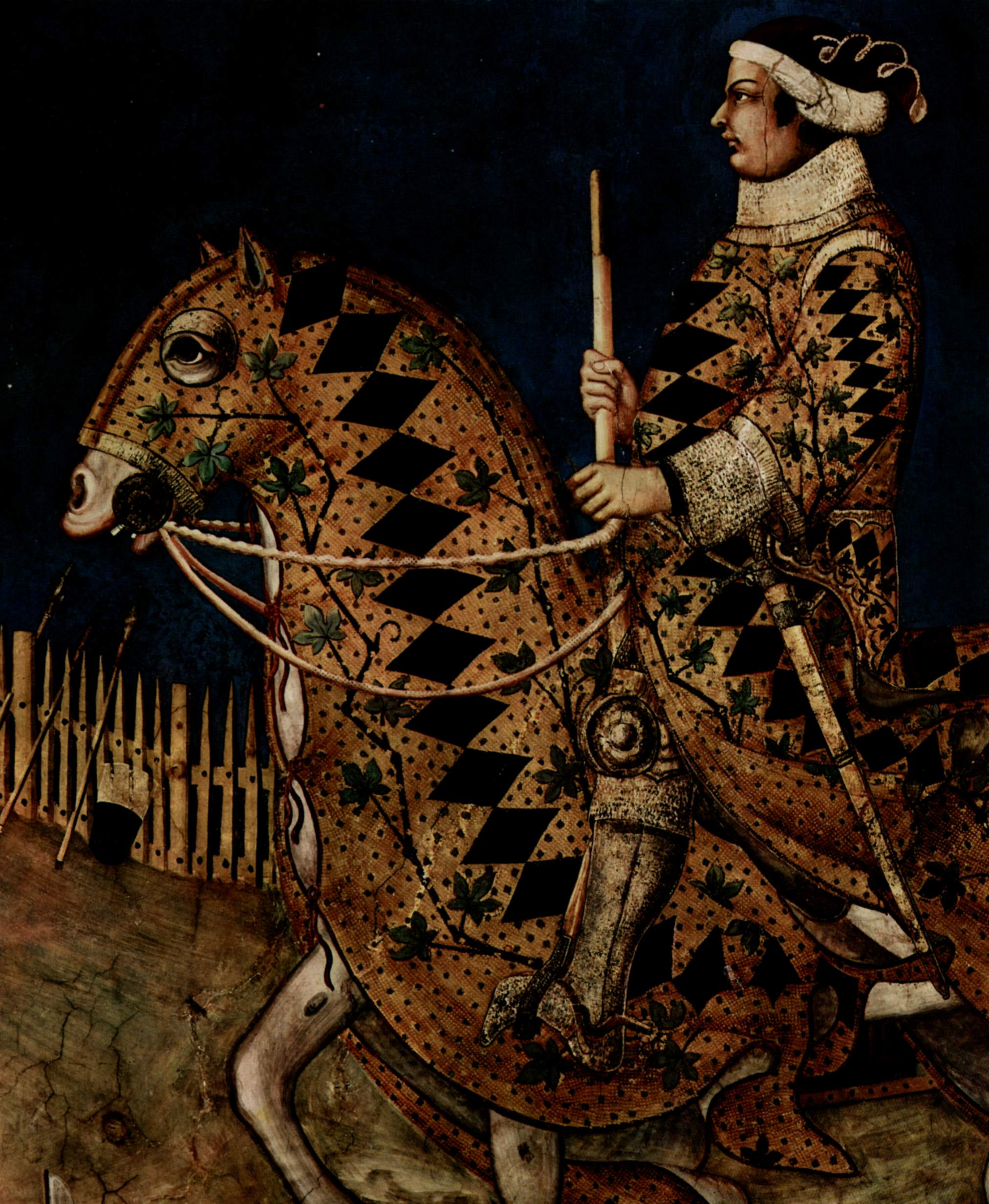
Guidoriccio nel famoso affresco di Simone Martini

I da Fogliano (o Fogliani) furono una famiglia influente di parte guelfa a Reggio Emilia.

## Storia
Sono originari della provincia di Reggio Emilia. Vantano tra i membri Guido I da Fogliano, che sposò una sorella di Papa Innocenzo IV della famiglia dei Fieschi e che iniziò nella seconda metà del XII secolo ad annettere i possedimenti di Matilde di Canossa a Reggio e nelle province adiacenti, annessioni che continuarono i suoi discendenti. Niccolò (e quindi suo figlio Giberto) fu nominato nel 1331 vicario imperiale da Ludovico il Bavaro. Uno dei figli di Nicolò fu Guidoriccio da Fogliano. Carlo da Fogliano fu valente condottiero e sposò Isotta Visconti, figlia naturale di Bernabò Visconti.
La famiglia si estinse nel XVIII secolo.
Un ramo collaterale si originò a Piacenza con Corrado, fratello da parte di madre di Francesco Sforza. Questo ramo prese il cognome Fogliani Sforza d'Aragona e si estinse nel 1780 con il duca Giovanni Fogliani Sforza d'Aragona.
Del ramo di Modena si ricordano Jacopo da Fogliano e Ludovico Fogliani, musicisti.

## Arma
D'oro, a tredici losanghe di nero, accollate in banda, accostate da due tralci di vite, al naturale.